# Takahashi Daisuke (cầu thủ bóng đá)
Daisuke Takahashi (sinh ngày 18 tháng 9 năm 1983) là một cầu thủ bóng đá người Nhật Bản.

## Sự nghiệp câu lạc bộ
Daisuke Takahashi đã từng chơi cho Oita Trinita và Cerezo Osaka.